# Самойленко Парасковія Семенівна
Параско́вія Семе́нівна Само́йленко (1910 , Дзенгелівка, Уманський повіт, Київська губернія, Російська імперія  — невідомо ) — український радянський діяч. Депутат Верховної Ради УРСР 1-го скликання (1938—1947).

## Біографія
Народилась 1910 року в родині селянина-бідняка в селі Дзенгелівка.
З семирічного віку пасла худобу, з дванадцятирічного віку наймитувала у заможних селян. До 1929 року працювала у сільському господарстві.
У 1929 році переїхала до Вінниці, працювала хатньою робітницею.
У 1931—1932 роках — прибиральниця закройного цеху Вінницької державної швейної фабрики імені Володарського. У 1932—1934 роках — накатниця, з 1934 року — робітниця стрічкової машини Вінницької державної швейної фабрики імені Володарського, активна учасниця стахановського руху.
Обиралася делегатом XIV надзвичайного з'їзду Рад Української СРР. Закінчила середню школу соціалістичних майстрів при Вінницькій державній швейній фабриці.
26 червня 1938 року обрана депутатом Верховної Ради УРСР 1-го скликання по Вінницькій сільській виборчій окрузі № 41 Вінницької області.
На 1938—1939 роки — заступник начальника закрійного цеху Вінницької державної швейної фабрики імені Володарського.
Член ВКП(б) з 1939 року.
Під час німецько-радянської війни перебувала в евакуації у Сари-Булацькій сільській раді Тюпського району Іссик-Кульської області Киргизької РСР.
На 1945 рік — начальник відділу технічного контролю Вінницької державної швейної фабрики імені Володарського.